# Єнс Каюсте
Єнс Каюсте (швед. Jens Cajuste, нар. 10 серпня 1999, Гетеборг) — шведський футболіст, півзахисник італійського «Наполі» та національної збірної Швеції. На батьківщині відомий також виступами за клуб «Ергрюте». Чемпіон Данії, володар Кубка Данії.
На правах оренди грає за англійський «Іпсвіч Таун».

## Клубна кар'єра
Єнс Каюсте народився у 1999 році в Гетеборзі у сім'ї гаїтянина і шведки. У віці 5 років він разом із сім'єю перебрався до Китаю, де розпочав займатися футболом. У віці 10 років він повернувся до Швеції, де продовжив займатися футболом у футбольній школі клубу «Ергрюте». Дорослу футбольну кар'єру розпочав 2016 року в основній команді клубу «Ергрюте», в якій провів два сезони, взявши участь у 14 матчах чемпіонату.
У 2018 році Єнс Каюсте став гравцем данського клубу «Мідтьюлланн». У перший рік виступів шведський півзахисник у складі команди став володарем Кубка Данії. У наступному сезоні Каюсте у складі клубу з Гернінга став чемпіоном Данії.
У 2022 році шведський футболіст став гравцем французького клубу «Реймс». Відіграв за цю команду півтора сезони, взявши участь у 42 іграх усіх турнірів.
10 серпня 2023 року за 12 мільйонів євро перейшов до італійського «Наполі», з яким уклав п'ятирічний контракт.
Перед початком сезону 2024/25 Каюсте відправився в оренду до кінця сезону в англійський «Іпсвіч Таун».

## Виступи за збірні
З 2019 року Єнс Каюсте залучається до складу молодіжної збірної Швеції. На молодіжному рівні зіграв у 3 офіційних матчах.
У 2020 році Каюсте дебютував у складі національної збірної Швеції в товариському матчі проти збірної Данії. У 2021 році Єнс Каюсте включили до складу збірної Швеції для участі в чемпіонаті Європи 2020 року.
| Дата       | Місто     | Господарі | Результат | Гості         | Турнір                               | Голи | Примітки |
| ---------- | --------- | --------- | --------- | ------------- | ------------------------------------ | ---- | -------- |
| 11-11-2020 | Бреннбю   | Данія     | 2 – 0     | Швеція        | товариський матч                     | -    |          |
| 17-11-2020 | Сен-Дені  | Франція   | 4 – 2     | Швеція        | Ліга націй УЄФА 2020-2021 - 1-й етап | -    | 87'      |
| 31-3-2021  | Стокгольм | Швеція    | 1 – 0     | Естонія       | товариський матч                     | -    |          |
| 29-5-2021  | Стокгольм | Швеція    | 2 – 0     | Фінляндія     | товариський матч                     | -    | 67'      |
| 14-6-2021  | Севілья   | Іспанія   | 0 – 0     | Швеція        | ЧЄ 2020 - 1-й етап                   | -    | 84'      |
| 2-9-2021   | Стокгольм | Швеція    | 2 – 1     | Іспанія       | Відбір до ЧС 2022                    | -    | 69'      |
| 5-9-2021   | Стокгольм | Швеція    | 2 – 1     | Узбекистан    | товариський матч                     | -    |          |
| 9-10-2021  | Стокгольм | Швеція    | 3 – 0     | Косово        | Відбір до ЧС 2022                    | -    | 84'      |
| 12-10-2021 | Стокгольм | Швеція    | 2 – 0     | Греція        | Відбір до ЧС 2022                    | -    | 83'      |
| 2-6-2022   | Любляна   | Словенія  | 0 – 2     | Швеція        | Ліга націй УЄФА 2022-2023 - 1-й етап | -    | 79'      |
| 5-6-2022   | Стокгольм | Швеція    | 1 – 2     | Норвегія      | Ліга націй УЄФА 2022-2023 - 1-й етап | -    | 78'      |
| 9-6-2022   | Стокгольм | Швеція    | 0 – 1     | Сербія        | Ліга націй УЄФА 2022-2023 - 1-й етап | -    |          |
| 12-6-2022  | Осло      | Норвегія  | 3 – 2     | Швеція        | Ліга націй УЄФА 2022-2023 - 1-й етап | -    | 83'      |
| 24-9-2022  | Белград   | Сербія    | 4 – 1     | Швеція        | Ліга націй УЄФА 2022-2023 - 1-й етап | -    | 46'      |
| 16-6-2023  | Стокгольм | Швеція    | 4 – 1     | Нова Зеландія | товариський матч                     | -    | 61'      |
| Усього     |           | Матчів    | 15        |               | Голів                                | 0    |          |

## Титули і досягнення
- Чемпіон Данії (1):

«Мідтьюлланн»: 2019–2020
- Володар Кубка Данії (1):

«Мідтьюлланн»: 2018–2019